# Luigi Roncagli (presbitero)
Luigi Roncagli (Mascarino, 1881 – Castelfranco Emilia, 1951) è stato un presbitero italiano.

## Biografia

### I primi anni di sacerdozio
Nato da Gaetano e Teresa Cenacchi, agricoltori, rimase orfano di madre a due anni.
Seguì gli studi al Seminario Arcivescovile di Bologna; il 15 marzo 1902 ricevette la tonsura in San Pietro, venne ordinato sacerdote il 28 maggio 1904 e il 1º luglio 1905 divenne cappellano a Castelfranco Emilia.
Nel 1908 morì il parroco e il giovane don Luigi venne nominato economo; il 2 marzo 1909, l'allora Cardinale Monsignore Giacomo Della Chiesa, gli conferì l'incarico di parroco di Santa Maria Assunta (a quei tempi le parrocchie di Castelfranco erano due).
Con lo scoppio della prima guerra mondiale e il conseguente aumento di morti ed orfani, don Luigi si dedicò con tutte le sue forze all'asilo gestito dalle Suore Minime dell'Addolorata.
Nel 1923, con l'unificazione delle due parrocchie di Castelfranco, il Cardinale lo fece Canonico.

### L'orfanotrofio
Negli anni trenta, in seguito alla Grande Crisi,  le condizioni di vita di molte famiglie divennero durissime, e don Luigi pensò ad un'opera a favore dei bambini: il 1º luglio 1932 le prime sei bambine furono ospitate presso le suore Minime dell'Addolorata, nel 1934 venne inaugurato l'orfanotrofio. Il 16 maggio 1937 fu nominato monsignore: da quel momento, egli fu per tutti, familiarmente, il «monsignore». L'orfanotrofio e i «suoi» orfani erano sempre al centro dei suoi pensieri: per loro affrontò innumerevoli sacrifici e visse una vita di assoluta povertà, risparmiando persino sul cibo. Durante la guerra, si prodigò per sottrarre i suoi parrocchiani ai bombardamenti, per soccorrere i militari prigionieri che transitavano per il paese, le vedove e i figli delle vittime, gli scampati alla strage di Marzabotto. Morì il 22 maggio 1951, vittima di un male incurabile. Al suo funerale, celebrato il 24 maggio dal Card. Nasalli Rocca, partecipò tutto il paese e la folla riempì tutta la via Emilia.
Viene descritto come uomo di ordine, vero imitatore di Cristo, uomo della povertà e della carità. Uomo di ordine, perché Dio è ordine: ordine interiore, ordine nei doveri, ordine esteriore. Fu imitatore di Cristo: faceva ed insegnava, soprattutto con l'esempio. Fu uomo della povertà: non predicava la povertà, ma la viveva. Quello che aveva era sempre pronto a darlo a chi era nel bisogno, a cominciare dai bambini. Ed era un sacerdote autentico, alla ricerca continua delle anime: cercava in ogni modo di avvicinare tutti, grandi e piccoli, di stabilire con loro un rapporto di fiducia piena per riuscire poi a portarli in chiesa. E curò molto la chiesa, della quale fece rifare interamente la facciata.
A monsignor Luigi Roncagli è intitolata una sala al primo piano di Palazzo Piella.